# Escola Politécnica de Lisboa
A Escola Politecnica de Lisboa (1837 — 1911) foi um estabelecimento de ensino superior técnico e científico com sede em Lisboa. Sucedeu à Academia Real da Marinha e - em 1911 - foi transformada na atual Faculdade de Ciências da Universidade de Lisboa. A Escola Politécnica de Lisboa foi criada em 1837, por acção de Sá da Bandeira, ministro da Guerra de D. Maria II (1834-1853).

## História
A Escola Politécnica de Lisboa ("Escola Polytechnica de Lisboa", segundo a grafia da época) foi criada por Decreto de 11 de janeiro de 1837 referendado pelo visconde de Sá da Bandeira e por António Manuel Lopes Vieira de Castro, respetivamente secretários de Estado interinos da Guerra e da Marinha, no âmbito de um processo de reforma do ensino superior e militar. Tinha como objetivo ministrar um ensino preparatório científico aos candidatos a oficiais do Exército e da Marinha - que seria depois completado em escolas especializadas (Escola do Exército e, mais tarde, Escola Naval) - segundo o modelo da École Polytechnique de Paris.
Ao ser criada, a Escola Politécnica sucedeu diretamente à Academia Real da Marinha, a qual foi extinta pelo mesmo decreto de criação daquela. Para além de dar continuidade às funções da sua antecessora como escola de preparação científica de oficiais militares e navais, a Escola Politécnica recebeu também os professores e os estabelecimentos científicos anexos àquela, incluindo o Observatório Real da Marinha. Por outro lado, a Escola Politécnica também assumiu parte das funções do antigo Real Colégio dos Nobres - que havia sido extinto a 4 de janeiro de 1837 - ocupando as suas instalações no antigo Noviciado Jesuíta da Cotovia. 
De observar que no Porto foi criada uma Academia Politécnica com caraterísticas algo semelhantes.
Inicialmente, para evitar competir diretamente com a Universidade de Coimbra - instituição que então mantinha o monopólio do ensino universitário em Portugal - a Escola Politécnica era tutelada pelos ministérios da Guerra e da Marinha e Ultramar, sendo considerado um estabelecimento de ensino militar.

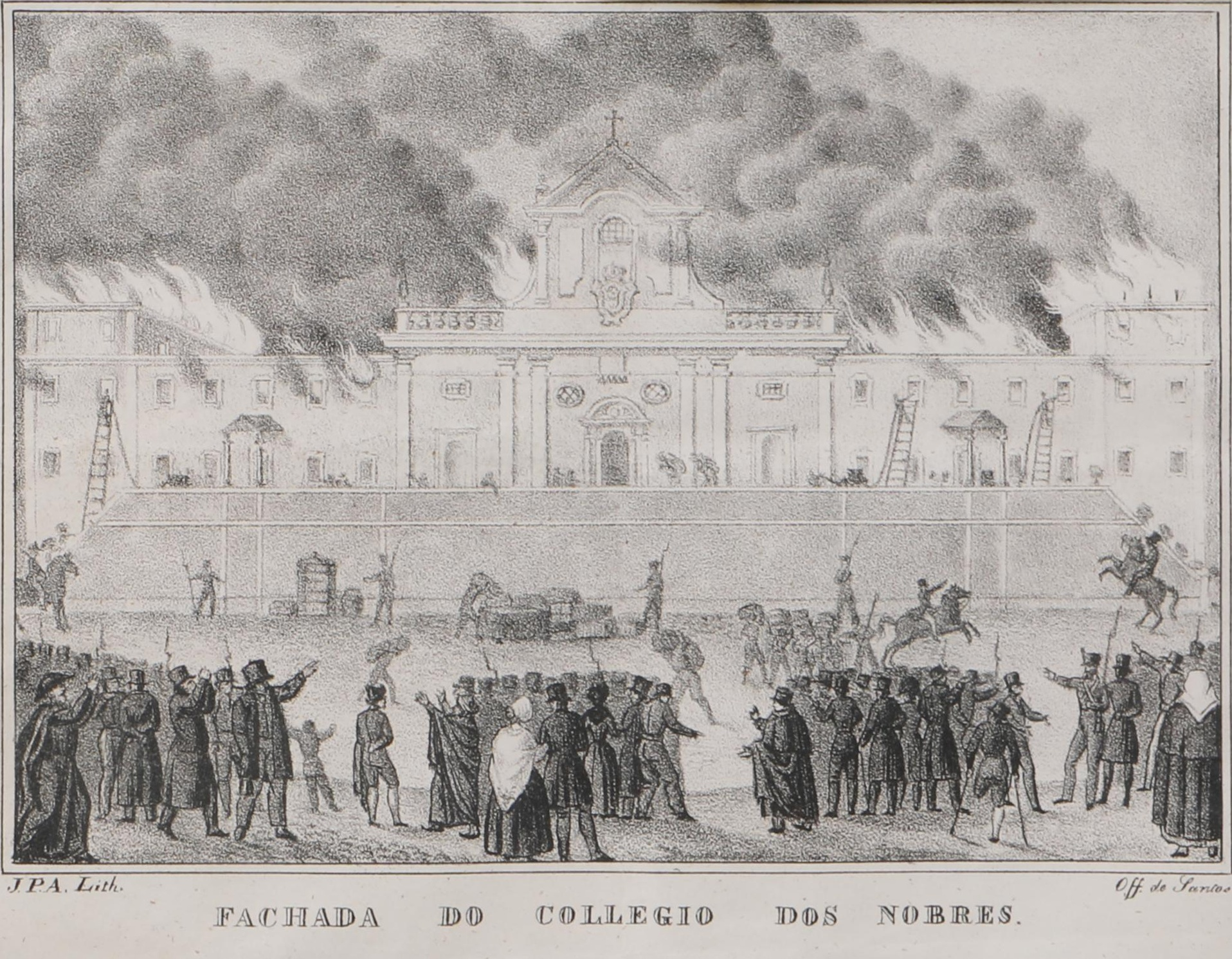
Litografia contemporânea mostrando a destruição do primeiro edifício da Escola Politécnica de Lisboa, no incêndio de 1843

Em 22 de abril de 1843, o edifício do Noviciado da Cotovia - onde se encontravam instaladas a Escola Politécnica e a Escola do Exército - sofre um grande incêndio, ficando completamente destruído. É projetado então um novo edifício que será construído no local do anterior (projeto de Pedro José Pézerat, ao longo de várias fases, a partir de 1857. Entretanto, o novo edifício já só albergará a Escola Politécnica, uma vez que a Escola do Exército foi instalada no Palácio da Bemposta em 1850.
Pela Carta de Lei de 7 de junho de 1859, a Escola Politécnica passa a ter um estatuto civil, ficando sob a tutela do Ministério do Reino.
Em 1911, na sequência da criação da Universidade de Lisboa, é prevista que esta inclua uma Faculdade de Ciências. A nova Faculdade de Ciências vai resultar da transformação da Escola Politécnica, entrando em funcionamento no ano letivo de 1911-1912, com os professores, alunos e instalações desta.
O núcleo principal está classificado como monumento de interesse público.

## Ensino
Os cursos realizados na Escola Politécnica de Lisboa, foram sofrendo algumas alterações ao longo da sua história, mas foram sempre basicamente os seguintes:
1. Curso preparatório para oficiais de estado-maior e de engenharia militar e para engenheiros civis;
2. Curso preparatório para oficiais de artilharia;
3. Curso preparatório para oficiais de marinha;
4. Curso preparatório para engenheiros construtores navais;
5. Curso geral;
6. Curso preparatório para oficiais de infantaria e de cavalaria.

O 1º e o 5º cursos tinham uma duração de quatro anos, sendo que o curso geral incluía todas as cadeiras ministradas na Escola Politécnica. Os 2º e 4º cursos duravam três anos, o 3º curso durava dois anos e o 6º curso durava apenas um ano. Inicialmente, existia também um curso de pilotos náuticos.
A habilitação com os 1º, 2º e 6º cursos dava acesso aos cursos respetivos da Escola do Exército. A habilitação com o 3º e o 4º cursos dava acesso à Escola Naval.
Posteriormente, passaram também a ser ministrados estudos preparatórios ou acessórios para engenheiros hidrógrafos, professores do ensino secundário, alunos de veterinária e alunos de medicina.

## Alumni
- João Ignácio Ferreira Lapa - Professor da Agronomia